# PyCharm
PyCharm é um Ambiente de Desenvolvimento Integrado (IDE) usado para programar em Python. Ele fornece análise de código, um depurador gráfico, um testador de unidade integrado, integração com sistemas de controle de versão, e suporta desenvolvimento web com Django. PyCharm é desenvolvido pela empresa tcheca JetBrains.
É multiplataforma, funcionando no Microsoft Windows, macOS e Linux. PyCharm tem uma Edição Profissional, lançada sob uma licença proprietária e uma Edição Comunitária lançada sob a Licença Apache. A Edição Comunitária do PyCharm é menos extensiva do que a Edição Profissional.

## Recursos
- Assistência à codificação e análise, com completamento de código, sintaxe e destaque de erros, integração com linter e correções rápidas
- Navegação em projetos e código: visualizações de projetos especializadas, visualizações de estrutura de arquivos e saltos rápidos entre arquivos, classes, métodos e usos
- Refatoração de código Python: incluindo renomear, extrair método, introduzir variável, introduzir constante, levantar, abaixar e outros
- Suporte para framework webs: Django, web2py e Flask
- Depurador Python integrado
- Teste de unidade integrado, com cobertura de código linha a linha
- Desenvolvimento Python para o Google App Engine
- Integração de controle de versão: interface de usuário unificada para Mercurial, Git, Subversion, Perforce e CVS com listas de alterações e mesclagem
- Integração de ferramentas científicas: integra-se ao IPython Notebook, tem um console Python interativo e suporta Anaconda, bem como vários pacotes científicos, incluindo Matplotlib e NumPy.[6][7]

## História
PyCharm foi lançado no mercado das IDEs focadas em Python para competir com o PyDev (para o Eclipse) ou o mais amplamente focado Komodo IDE da ActiveState.
A versão beta do produto foi lançada em julho de 2010, com a versão 1.0 chegando 3 meses depois. A versão 2.0 foi lançada em 13 de dezembro de 2011, a versão 3.0 foi lançada em 24 de setembro de 2013 e a versão 4.0 foi lançada em 19 de novembro de 2014.
PyCharm tornou-se de Código Aberto em 22 de outubro de 2013. A variante de Código Aberto é lançada sob o nome Community Edition – enquanto a variante comercial, Professional Edition, contém módulos de código fechado.

## Licenciamento
- A Professional Edition do PyCharm é gratuita para projetos de código aberto e para alguns usos educacionais. Também há uma licença Acadêmica, que possui desconto para outros usos educacionais.[9]
- A Community Edition do PyCharm é distribuída sob a licença Apache 2. O código fonte está disponível no GitHub.[10]